# Nové Sedlo (ort i Tjeckien, Karlovy Vary)
Nové Sedlo är en stad i Tjeckien.   Den ligger i regionen Karlovy Vary, i den västra delen av landet, 120 km väster om huvudstaden Prag. Nové Sedlo ligger 428 meter över havet och antalet invånare är 2 669.
Terrängen runt Nové Sedlo är kuperad åt sydväst, men åt nordost är den platt.Runt Nové Sedlo är det ganska tätbefolkat, med 149 invånare per kvadratkilometer. Närmaste större samhälle är Karlovy Vary, 9,9 km öster om Nové Sedlo. I omgivningarna runt Nové Sedlo växer i huvudsak blandskog.